# Liste der Kellergassen in Stetten (Niederösterreich)
Die Liste der Kellergassen in Stetten führt die Kellergassen in der niederösterreichischen Gemeinde Stetten an.
| Foto |                 | Kellergasse                      | Standort                                | Beschreibung |
| ---- | --------------- | -------------------------------- | --------------------------------------- | --- |
| ja   | Datei hochladen | Hundsleiten                      | KG: Stetten (Niederösterreich) Standort | Die Kellergasse befindet sich in Hanglage am nördlichen Ortsrand. Sie besteht aus 36 Gebäuden auf 300 Metern Länge. Die Keller sind überwiegend in Schildmauerform, aber mehrheitlich erneuerungsbedürftig. Die älteste Datierung ist von 1905.                                                                       |
| ja   | Datei hochladen | Neubergweg                       | KG: Stetten (Niederösterreich) Standort | Die Einzelkellergasse befindet sich in Hanglage, ursprünglich südöstlich außerhalb des Orts, heute an neues Siedlungsgebiet angrenzend. Sie besteht aus 23 Gebäuden auf 300 Metern Länge. Die Keller sind überwiegend in Schildmauerform, aber mehrheitlich erneuerungsbedürftig. Die älteste Datierung ist von 1921. |
| ja   | Datei hochladen | Seebarner Straße / Am Kirchenweg | KG: Stetten (Niederösterreich) Standort | Das Kellergassensystem befindet sich in Hanglage am nordöstlichen Ortsrand. Es besteht aus 44 Gebäuden auf 500 Metern Länge, darunter aber nur 26 Keller, der Rest sind Wohn- oder andere Neubauten. Die älteste Datierung ist von 1822.                                                                              |

| Foto:                    | Fotografie der Kellergasse (Gesamtheit). Klicken des Fotos erzeugt eine vergrößerte Ansicht. Daneben finden sich zwei Symbole: \| Weitere Bilder vorhanden \| Das Symbol bedeutet, dass weitere Fotos des Objekts verfügbar sind. Durch Klicken des Symbols werden sie angezeigt. \| \| Eigenes Foto hochladen \| Durch Klicken des Symbols können weitere Fotos des Objekts in das Medienarchiv Wikimedia Commons hochgeladen werden. \| |
| Name:                    | Bezeichnung der Kellergasse |
| Standort:                | Es ist die Katastralgemeinde (KG) angegeben. Durch Aufruf des Links Standort wird die Lage der Kellergasse in verschiedenen Kartenprojekten angezeigt. |
| Beschreibung             | Kurze Beschreibung der Kellergasse |
| Weitere Bilder vorhanden | Das Symbol bedeutet, dass weitere Fotos des Objekts verfügbar sind. Durch Klicken des Symbols werden sie angezeigt. |
| Eigenes Foto hochladen   | Durch Klicken des Symbols können weitere Fotos des Objekts in das Medienarchiv Wikimedia Commons hochgeladen werden. |